# Junction Point Studios
Junction Point Studios — игровая студия, основанная в 2005 году игровым продюсером Уорреном Спектором в Остине (штат Техас). Студия выпустила две игры — Epic Mickey (2010) и Epic Mickey 2: The Power of Two (2012). Прекратила своё существование в 2013 году.

## История
После ухода из Ion Storm Austin Уоррен Спектор вместе с частью разработчиков прежней студии в 2005 году основал Junction Point Studios. При выборе названия студии Спектор использовал рабочее название массовой многопользовательской игры, в разработке которой он участвовал, работая в студии Looking Glass Studios.
Первым проектом студии должна была стать игра серии Half-Life, разрабатываемая по контракту правообладательницы компании Valve. Однако проект был отменён и свёрнут, так как в 2007 году студию приобрела компания Disney Interactive для разработки собственных проектов по вселенной мультипликационных персонажей Диснея. В 2010 году был выпущен эксклюзив для консоли Wii Epic Mickey, повествующий о приключениях Микки Мауса в Пустошах, в которых обитают забытые мультипликационные персонажи. Вслед за ним в 2012 году вышла игра Epic Mickey 2: The Power of Two для Wii и Wii U. Продолжение на фоне первой игры получило менее положительные оценки среди критиков и продавалось гораздо хуже (в 2012 году было продано около 500 тыс. экземпляров игры против 1,3 млн предшественницы в 2010). Компания Disney потерпела убытки, что предопределило судьбу Junction Point Studios. В 2013 году было объявлено, что студия-разработчик закрывается, а Спектор покидает руководящие посты Disney Interactive.

## Игры
| Год  | Название                        | Платформа                                              |
| ---- | ------------------------------- | ------------------------------------------------------ |
| 2010 | Epic Mickey                     | Wii                                                    |
| 2012 | Epic Mickey 2: The Power of Two | Microsoft Windows, PlayStation 3, Xbox 360, Wii, Wii U |